# 掌叶花烛
鵝掌花烛（学名：Anthurium pedatoradiatum）为天南星科花烛属下的一个品种。鵝掌花燭原產地為墨西哥南部的維拉克魯茲（Veracruz）、恰帕斯（Chiapas）、 巴斯科（Tabasco）等州，分布於海平面到海拔近800公尺處。

## 特徵與命名
鵝掌花燭是一個是很早就被人們發現並描述的物種，如西元1859年奧地利的植物學家海因里希‧威廉‧肖特（Heinrich Wilhelm Schott，1794-1865）所做描述。學名中的種小名pedatoradiatum由pedatus（深裂掌狀）與radiatus（向外輻射的）兩個字詞合併締造而來，意思是「像腳趾一樣延伸的」，通常是指像鳥爪一樣的形狀，所以也有人稱這種植物為「趾葉花燭」。因葉子造型特殊，鵝掌花燭成為一種珍貴的觀葉植物。

## 圖示

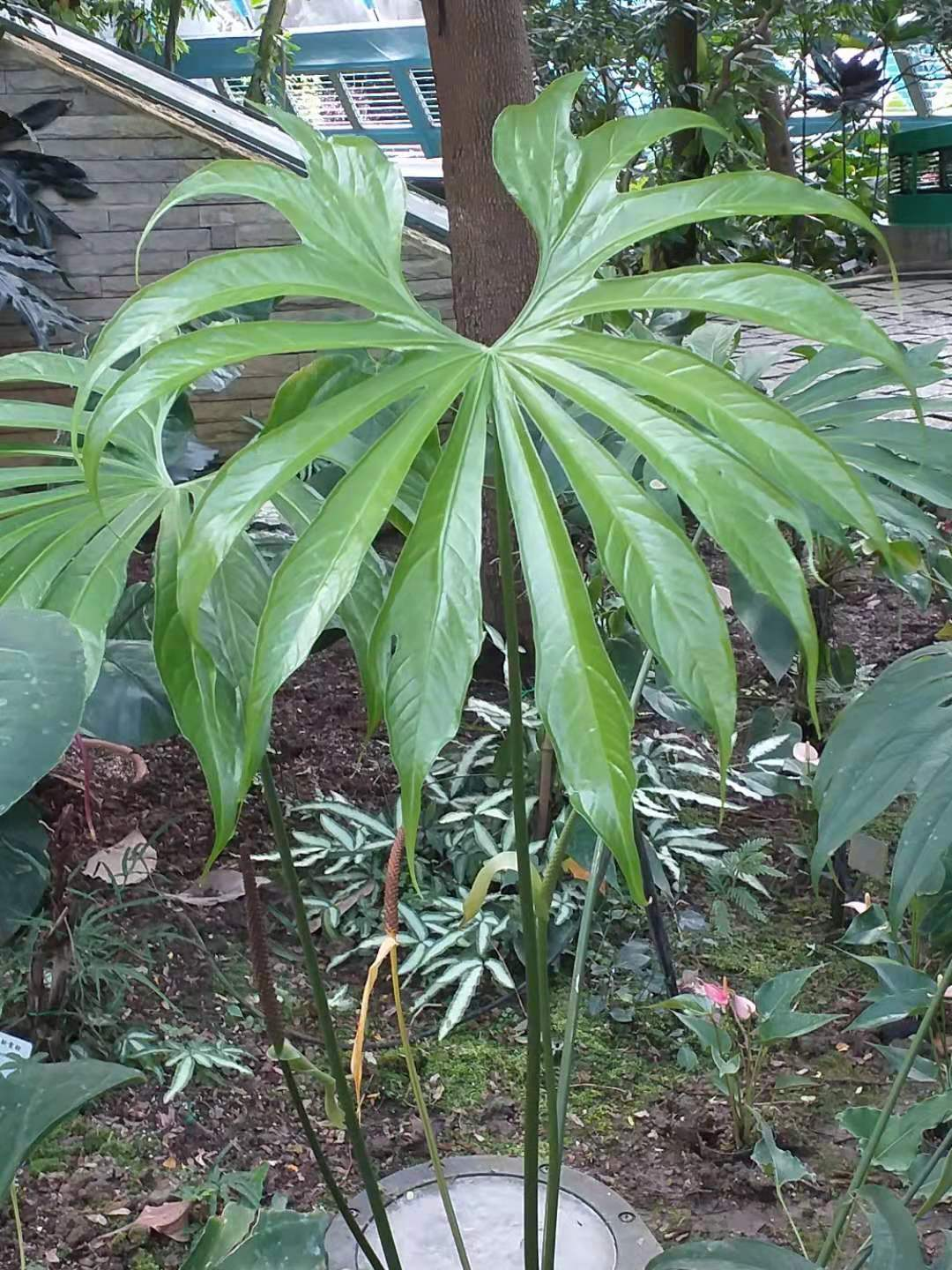
葉序
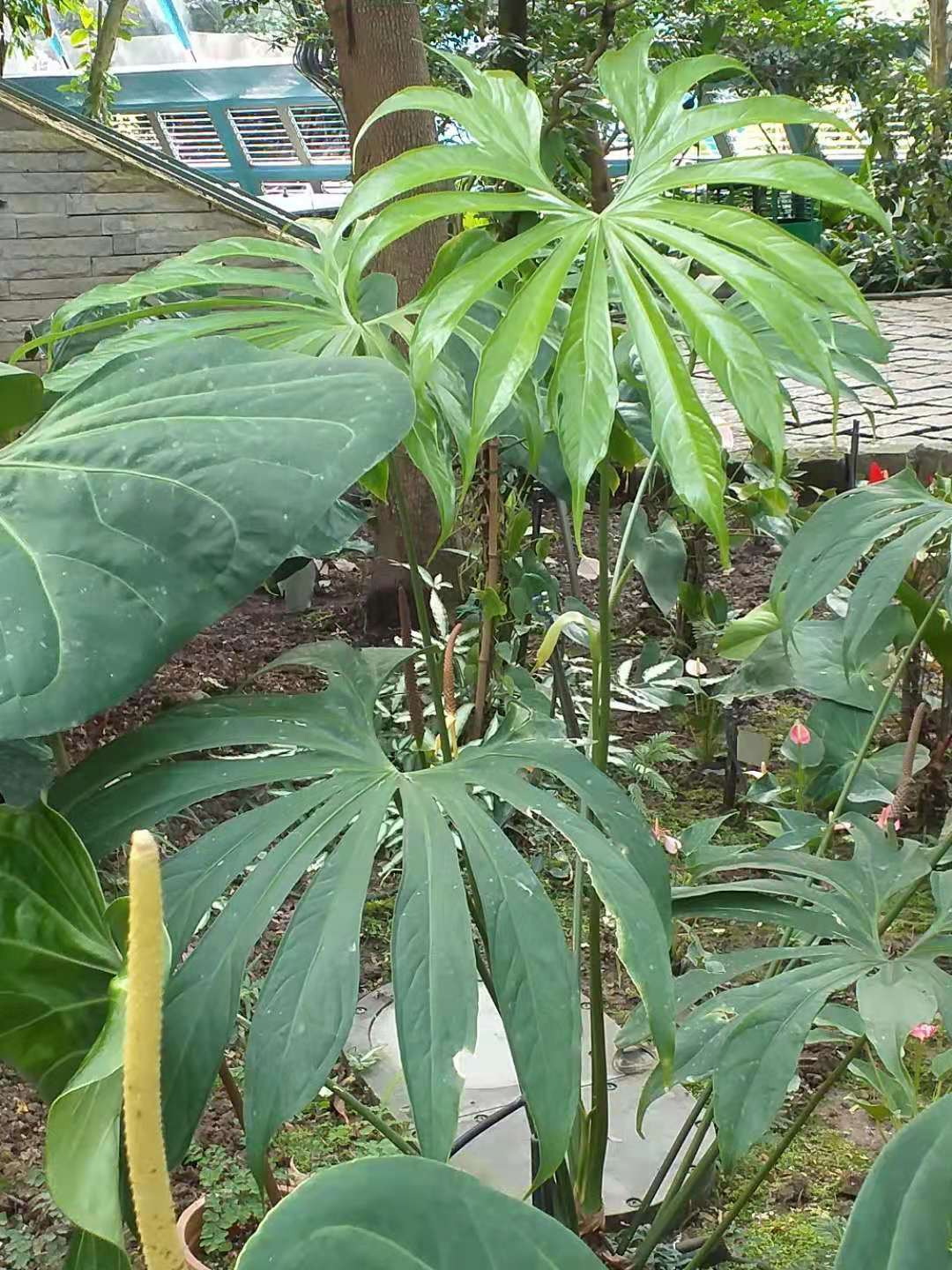
植株

## 引文出處
1. ↑  . （原始内容存档于2019-07-22）.

## 扩展阅读
- 維基物種上的相關：掌叶花烛
- 维基共享资源上的相關多媒體資源：掌叶花烛